# Orival (Sena Marítimo)
Orival é uma comuna francesa na região administrativa da Normandia, no departamento de Sena Marítimo. Estende-se por uma área de 9,56 km². Em 2010 a comuna tinha 908 habitantes (densidade: 95 hab./km²).